# 廖海鹰
廖海鹰（1960年7月—），中華人民共和國人，祖籍台灣新竹，汉族，中华人民共和国政治人物、第十二届、第十三届全国人民代表大会台湾省代表。

## 生平
毕业于河北医学院外科学专业。担任河北医科大学第二医院甲状腺、乳腺外科主任，教授。此外担任石家庄台湾同胞联谊会会长。2013年，担任全国人大代表。2018年2月24日，当选为第十三届全国人大代表。2018年4月11日，当选河北省台湾同胞联谊会会长。